# Глебова-Судейкина, Ольга Афанасьевна
О́льга Афана́сьевна Гле́бова-Суде́йкина (27 мая 1885, Санкт-Петербург — 19 января 1945, Париж) — значимая фигура Серебряного века: актриса, танцовщица, художница, скульптор, переводчица, декламатор, одна из первых русских манекенщиц.

## В России: 1885—1924
Родилась в семье Афанасия Прокофьевича Глебова (? — 1909), коллежского секретаря, чиновника Горного института. Её прадед был крепостным крестьянином из деревни Глебово Ярославской губернии, принадлежавшей дворянам Глебовым. Глебовы жили при Горном институте, Васильевский остров, 21 линия, 2.
Училась в Александровском институте, созданном на основе Мещанского отделения Смольного института, располагавшегося на Пальменхбахской ул. 3—4 — закрытом учебном заведении, куда принимались девочки 8-10 лет, в основном, дочери военных и гражданских чиновников, и где им давался облегчённый курс средней школы, при этом особенное внимание уделялось ведению домашнего хозяйства и иностранным языкам.
Осенью 1902 г. поступила на драматические курсы Императорского Театрального училища в Петербурге по классу В. И. Давыдова (1902—1905). Закончила учение в 1905 г. Из девяти выпускниц 1905 года в труппу Императорского Александринского театра было принято две, в том числе Глебова, но она пробыла в этом театре только один сезон, сыграв три роли.

## Работа в театре
Как актриса, Глебова выступала, в основном в эпизодических ролях и ролях второго и третьего плана, на сценах петербургских театров: имп. Александринский (сезон 1905—1906), Драматический театр В. Ф. Коммиссаржевской (1906), Малый театр (Театр Литературно-художественного общества, с конца 1909 по 1911), Литейный театр (1912), Литейный интимный театр (1913—1914), Литейный театр Е. А. Мосоловой (1916—1917), Летний Буфф (лето 1917); участница представлений в «Бродячей собаке» и «Привале комедиантов»; актриса драматической труппы Эрмитажного театра (1919), выступала на сцене театра «Дома Революции» в Вологде (сезон 1921—1922).
В театральном сезоне 1905—1906 была занята в труппе Александринского театра, стала любимой ученицей Константина Варламова. Сыграла роль Ани в «Вишневом саде» Чехова и художницы в комедии Александра Косоротова «Божий цветник».
В 1906 году играла эпизодические роли в Драматическом театре Веры Комиссаржевской (постановки Вс. Мейерхольда) (служанка Берта в «Гедде Габлер» по пьесе Ибсена, Клементина в «Сестре Беатрисе» Метерлинка).
В Малом театре А. Суворина сыграла Соловья в «Шантеклере» Ростана, Берту в «Заговоре Фиеско» Шиллера, главные роли в пьесах Юрия Беляева «Путаница, или 1840 год» и «Псиша» (последняя — драма о Прасковье Жемчуговой).
Отличаясь незаурядным талантом танцовщицы, Глебова-Судейкина участвовала в представлениях как классического, так и современного танца на сценах Малого и Литейного театров, выступала в частных салонах и кабаре. В «Бродячей собаке», а также наследовавшем ей «Привале комедиантов», легендарных арт-кафе художественной богемы Серебряного века, Ольга Судейкина исполняла стилизованные танцы по мотивам как русского, так и французского искусства. Широкий резонанс среди современников имел балет-пантомима «Кэк-Уок» Дебюсси, написанный в 1918 году Юрием Анненковым специально для Судейкиной. В арлекинаде Николая Евреинова «Веселая смерть» исполнила роль Смерти. Неоднократно участвовала в музыкальных спектаклях Михаила Кузмина, костюмы и декорации к которым были выполнены Сергеем Судейкиным.

## Личная жизнь
Осенью 1906 года познакомилась с художником Сергеем Судейкиным, в Драматическом театре Коммиссаржевской (Офицерская ул., 39) во время его работы над оформлением спектакля «Сестра Беатриса», в котором она исполнила роль одной из монахинь (сестра Клементина).
10 января 1907 года обвенчалась с Судейкиным в Москве, в храме Вознесения Господня на Гороховом поле, расположенном на Вознесенской улице, на которой в это время жили родные Судейкина в усадьбе П. А. Дриттенпрейса, дом 11. С 1907 года жили там же, в Москве.
В 1909 году Судейкины вернулись в Петербург, Ольга Глебова-Судейкина поступила в труппу Малого театра. 

«Его жена, Глебова-Судейкина, была, между прочим, одной из самых замечательных Коломбин. По всем своим данным она действительно чрезвычайно подходила для этого образа: изящная, необыкновенно хрупкая, утончённая и своеобразно-красивая. Судейкин исступленно обожал её, именно обожал, как только может обожать художник женщину, если женщина до конца растворяется в нём и жертвенно отдаёт ему все, переставая даже быть женщиной и превращаясь в мечту, у которой нет уже ни плоти, ни собственной воли, но лишь одна все поглощающая воля того, кто ею владеет. Действительно, мне иногда казалось, что Судейкин в Глебовой не видел живого человека; он изощрял на ней свою фантастику; он облекал её в такие замечательные одеяния, что порою можно было подумать, будто Судейкина-Глебова воплотила в самой себе буквально всю гамму бесконечно разнообразных призраков, которыми блистал, как художник, в своём сценическом творчестве, Судейкин»— А. А. Мгебров
 Художник неоднократно писал её в период их совместной жизни, её образ можно узнать во многих его работах. Её портреты написали также К. Юон (1915), Н. Кульбин, C. Сорин, Ю. Анненков, В. Милашевский (1922), Н. Милиоти (1930-е).
Брак распался в конце 1915 года. С 1907 по 1916 год неоднократно изображалась на полотнах Сергея Судейкина: «Портрет» (1910), «Кабаре „Приют комедиантов“» (1916), «Моя жизнь» (1916), а также в картинах из более позднего цикла «Моя жизнь» (1940-е г.г.); Юрия Анненкова: портрет 1921 года; также существует несколько фотопортретов Глебовой-Судейкиной, созданных Моисеем Наппельбаумом.

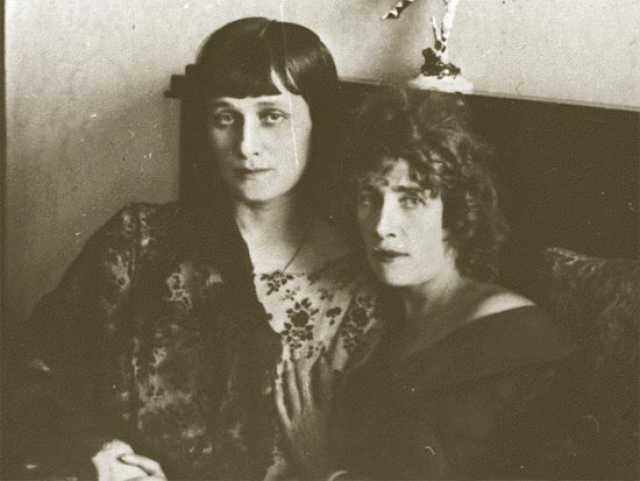
Ахматова и Глебова-Судейкина

С конца 1915 года связала свою жизнь с композитором Артуром Лурье, ставшим её гражданским мужем до его отъезда в эмиграцию летом 1922 г. В пору всеобщего обожания и поклонения в Петербурге 10-х годов, Артур Лурье считал, что Ольга «.. выражала собой рафинированную эпоху Петербурга начала XX века так же, как мадам Рекамье <…> выражала эпоху раннего Ампира». И Лурье, и Глебова стали прототипами и адресатами «Поэмы без героя» Ахматовой. Лурье написал музыку к «Поэме без героя» и посвятил её Ольге.
Глебовой-Судейкиной также посвящены стихотворения Блока, Федора Сологуба, Георгия Иванова, Кузмина, Вс. Рождественского, Северянина, Хлебникова. Её называли «Всеобщая любимица» (Лурье), «двух муз беспечная подруга» (Кузмин), «подруга поэтов» (Ахматова, «Поэма без героя»). Прототип героинь Кузмина (Елена Ивановна в «Карточном домике» и Лелечка Царевская в «Плавающих-путешествующих»), Г. Чулкова (Марго в романе «Метель»), «Поэмы без героя» Анны Ахматовой.
С именем М. Кузмина судьба Ольги Глебовой-Судейкиной связана также глубоко личными и драматическими переживаниями. С одной стороны, Михаила Кузмина, не скрывавшего своих гомосексуальных предпочтений, и её мужа объединяли не только дружеские или творческие интересы, но и отношения. С другой, после того, как Паллада Богданова-Бельская стала инициатором знакомства Кузмина с Всеволодом Князевым, юным гусарским офицером, Судейкина вступила с ним в короткий роман, так что в трагической гибели Князева современники впоследствии обвиняли как Кузмина, так и Судейкину (Князев застрелился в марте 1913 года, в возрасте 22 лет; и хотя вина за его самоубийство «в значительной мере ложилась на М. Кузмина», одной из причин называли неразделённую страсть к Судейкиной, сама она отрицала этот факт""). Биографы называют иную причину гибели Вс. Князева.

## Во Франции: 1924—1945
Осенью 1924 года эмигрировала, уехав сначала в Берлин, а оттуда — в Париж. Выехала в эмиграцию по настоянию Артура Лурье, хлопоты по её вызову, по просьбе Лурье и Веры Судейкиной, взял на себя Игорь Стравинский.
Во Франции переводила французскую поэзию на русский язык, тяготея к «проклятым» поэтам (Верлен, Бодлер), занималась живописью и скульптурой. Ещё до эмиграции Глебова-Судейкина увлекалась изготовлением кукол, а также статуэток, нередко представляющих персонажей комедии дель арте. Россию она покидала с чемоданом готовых фарфоровых изделий, позволивших в первое время существовать за границей за счёт их продажи. В Париже она продолжила делать фарфоровые раскрашенные скульптурки, обжиг которых производился на Севрской мануфактуре. Участвовала в открытии Русской художественной и кустарной выставки в Париже (1932). В 1934—1935 годах выставляла статуэтки и кукол в Музее Гальера (Musée Galliera). Выступала на литературных вечерах, посвящённых творчеству русских поэтов, декламировала стихи.
В парижские годы Ольга Судейкина была известна под прозвищем «La Dame aux oiseaux» — «Дама с птицами»: в тесных, съёмных комнатах она содержала множество пернатых существ, — «от парижского воробья до самых экзотических видов», чувствуя мистическое, символическое родство с подопечными, которые «танцевали и пели, как она сама». Жила крайне бедно, обращалась за помощью к бывшим мужьям, Судейкину и Лурье.
Скончалась Ольга Афанасьевна от скоротечной чахотки и её осложнений в одной из парижских больниц. Похоронена на кладбище Сент-Женевьев-де-Буа. Её могилу (№ 847) с белым мраморным крестом можно найти недалеко от церкви Успения Богородицы, на участке Anémone (Анемон), расположенном между Аллеей Акаций (Avenue des Acacias) и Айвовой Аллеей (Avenue des Cognassiers).